# فردریش کریستف پیلیتسئوس
فردریش کریستف پیلیتسئوس (آلمانی: Friedrich Christoph Pelizaeus؛ ‏ ۳ آوریل ۱۸۵۱ – ۱۱ اوت ۱۹۴۲) پزشک، عصب‌شناس، متخصص مغز و اعصاب و متخصص حمام‌درمانی (درمان با غوطه‌ورسازی در آب‌های معدنی) اهل رایش آلمان بود.
او در سال ۱۸۷۴ دکترای پزشکی خود را از دانشگاه وورتسبورگ دریافت داشت. وی به‌همراه آسیب‌شناس عصبی آلمانی لودویگ مرتسباخر برای نخستین بار بیماری پیلیتسئوس-مرتسباخر را توصیف نمودند.